# Papa Westray
Die zu Schottland gehörende kleine Insel Papa Westray (auch Papay bzw. in den Sagas Papa in Meiri – die größere der Priesterinseln – genannt) gehört neben North Ronaldsay zu den nördlichen Inseln der Orkney und liegt etwa 40 km nördlich von Kirkwall auf Mainland. 2011 lebten 90 Personen auf der Insel.

## Geographie
Bei einer Länge (Nord-Süd) von sieben und einer maximalen Breite von zwei Kilometern hat sie eine Größe von 9,18 km². Die höchste Erhebung ist der North Hill mit 49 m, der in einem Vogelschutzgebiet liegt und an den Klippen von Mull Head steil ins Meer abfällt. Die Insel besteht aus der Rousay Flags Gruppe des Middle Old Red Sandstone, auf dem sich fruchtbare Lehme ausgebildet haben. Die Insel war in der Bronzezeit durch einen in Resten bewahrten gairsty (eine Gemarkungsgrenze in Form eines Erdwalles, wie sie beispielsweise auf North Ronaldsay erhalten ist) in eine Nord- und Südhälfte geteilt. 
Papa Westray ist durch den zwei bis drei Kilometer breiten Papa Sound von der deutlich größeren Schwesterinsel Westray getrennt. Über diese verlaufen auch die Fähr- und Flugverbindung zur Hauptinsel Mainland. Der Flug zwischen Papa Westray und Westray ist mit einer Länge von 2,8 km und einer Flugdauer von zwei Minuten der kürzeste Linienflug der Welt.

## Name
Der Name „Papa“ deutet auf die Anwesenheit frühchristlicher Missionare – die Rede ist von Bonifacius und Triduana (oder Tredwell) – und Mönche hin; noch heute sind Überreste ihrer Kirchen vorhanden. Auf dem Friedhof liegt einer der hier seltenen Hogbacks, ein Grabstein aus dem 12. Jahrhundert.

## Sehenswürdigkeiten
Die Attraktion der Insel ist das fast 6000 Jahre alte jungsteinzeitliche Knap of Howar oder Hower, an der Westküste auf der Holland Farm, dessen 1,6 m hoch erhaltenes Mauerwerk beeindruckt. Diese neolithische Anlage war lange unter 2,5 m hohem Sand begraben und ist deshalb gut erhalten. Der Name leitet sich von Altnordisch 'howe', Hügel, und 'knappr', Felsgipfel, hier jedoch in der Bedeutung von engl. 'knob' ab (der rundliche Hügel, der sich in der flachen – nur wenige Meter über dem Meeresspiegel liegenden – Umgebung abzeichnet).

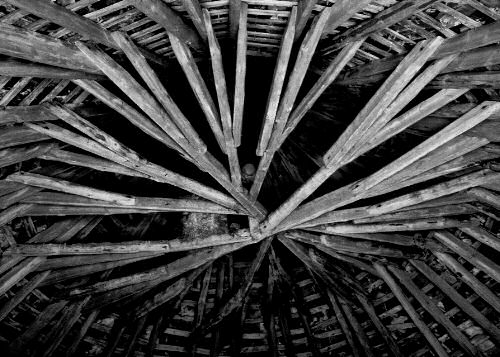
Dachstuhl (aus Treibholz) des horse engine house auf der Holland Farm

Eine weitere Sehenswürdigkeit ist die in der Mitte der Insel gelegene Holland Farm mit Herrenhaus, horse engine house, Taubenschlag und weiteren Wirtschaftsgebäuden. Teile des Herrenhauses und einige Funktionsgebäude wie das horse engine house, der Taubenschlag oder die abseits gelegenen Fundamente einer kleinen Bockwindmühle bilden heute ein kleines, sehenswertes Museum zur Geschichte der Farm und der Inselgemeinde.
Holland Farm, die „Farm auf dem hohen Land“ (hochgelegene Farm), war im 17. Jahrhundert Sitz von Colonel Thomas Traill of Holland, der als Offizier von Rang unter Gustav Adolf als Germany Thomas bekannt wurde. Traill gilt in ungebrochener lokaler Überlieferung als Autor des Liedes Oh! my Love’s in Germany, in dem seine Frau Mariota aka May Craigie, ihre Liebe zu dem auf deutschem Boden kämpfenden Mann besingt, der (wie viele Schotten wohl als Artillerist) im Stargate’s Corps, dem schottischen Freiwilligenverband der Green Brigade im Dreißigjährigen Krieg diente. Das Lied gilt als eines der ältesten, relativ exakt datierbaren Volkslieder aus dem nordischen Kulturkreis Schottlands.

## Verkehr und Tourismus
Die Insel wird täglich von modernen Ro-Ro-Fähren der Orkney Islands Ferries angelaufen sowie mindestens einmal täglich vom Regionalfluganbieter Loganair über die weltweit kürzeste Linienflugverbindung von der 2,5 km entfernten Insel Westray angeflogen. Auf der seit 1967 betriebenen Strecke wurde am 31. Oktober 2016 der einmillionste Fluggast begrüßt.
Für die Versorgung der Inselbewohner wie auch der Touristen sorgt heute die Papay Coop, die Genossenschaft der Bewohner, unter anderem mit dem Beltane Hotel & Hostel (privat betriebenes Hostel im Verbund der schottischen Jugendherbergsorganisation SYHA).